# 조지 톰슨 브라운
타미 브라운 혹은 한국이름 부명광으로 불리는 조지 톰슨 브라운 (G. Thompson Brown, 1921년 4월 30일 ~ 2014년 1월 21일) 목사는 콜럼비아 신학대학원의 세계기독교학 명예교수이자, 선교사, 작가, 그리고 미국장로교 교단 세계 선교 부서의 책임자였다. 브라운 목사님은 한국 장로교회의 기반을 세우기 위해 그의 대부분의 삶을 헌신하였고 교회뿐만아니라 한국기독교사에 영향을 준 선교사이다.

## 학력
그는 미국장로교회에서 중국으로 선교사로 파송된 부모님의 영향으로 1921년 중국 쿨링(Kuling) 지금은 루샨(Lushan) 장지(Jiangxi)지방에서 태어났고 장수지방에서 고등학교를 졸업하고 나서 미국으로 돌아와 1942년에 대이비드슨 칼리쥐를 졸업하였다. 얼마간의 군대 복무후 그는 유니온 신학대에서 1949년도에 학부를 졸업하고 63년도에는 신학박사학위를 받았다. 또한 1950년도에는 프린스톤 신학대학원을 졸업하였다. 그리고 한국에 호남 신학대를 설립한 브라운목사는2012년에 호남신학대에서 명예박사학위를 받았다.

## 생애
그의 삶을 보면 데이빗슨 칼리지를 졸업한후에 2차 세계대전이 끝날 때까지 미국 군인으로 복무하였다. 그리고 프린스톤 신학대학원을 졸업한 후에 노스케롤라이나 게스토니아지방에 있는 아담 메모리얼 린우드 장로교에서 목사로 2년 동안 섬기었다. 그러다 1952년에 미국 장로교단 선교사로 한국에 파송임명을 받았다. 한국에 선교사역하는 동안 그는 서남지방에 있는 다수의 교회들과 협력하여 한국사람들을 가리키고 리더들을 세우는데 일에 이바지하였다. 그가 선교사역에서 가장 중요한 사명은 이 선교를 통하여 지역교회들의 교회 리더를 훈련시키고 훈련받은 리더들이 많은 훈련생들을 훈련시키고 양육하는 것이였다. 그래서 호남 신학교육원을 설립해서 18과목으로 시작하였고 지금은 한국에서 유명한7개 신학대중의 하나인 호남 신학대와 신대원으로 신학생이 7,000명이 넘는 학교로 발전하였다. 그는 한국 선교사역하는 동안에도 그가 설립한 호남 신학교육원에서 1955년까지 신약 교수로 활동하였고 60-67년도에는 학장을 역임하였다. 그리고 67년에서 1973년까지 한국의 수도 서울에 있는 장로교 신학대학교에서 성경 신약을 학생들한테 가르치면서 동아시아 선교지역을 담당하는 역할을 하였다. 1973년에는 그가 세계선교와 한국에서 선교를 통해 경험한 많은 부분을 인정받아 아틀란타로 돌아온 그는 남부 장로교에서 세계선교 책임자로 임명되었다. 거기에서 그는 새로운 세계선교를 위해 1981년까지 많은 장로교회들과 협력하고 그들의 도움을 주었다. 그리고 1981-1989년 콜럼비아 신학대학원의 세계기독교 선교학교수로 재임하다 은퇴하였다. 타미 브라운 목사님은 중국과 인맥을 갖은 기독교 조직단체의 첫번째 책임자로서 지난 24년 동안 중국에 필요한 의학과 국민 건강 사업들을 위해 그의 삶을 헌신해 온 사람이였다. 가장 큰일을 해온것중에 하나는 중국의 어마어마한 대륙에 수술과 치료를 할 수 있는 장비를 갖춘 자동차를 사용할 수 있게 물신양면으로 그들을 도왔다.

## 저서
그가 세계선교를 하면서 특별히 한국과 중국에서의 선교사로써 그의 생애를 통해 얻은 풍부한 경험과 지식을 그의 여러 권들의 저서에 남겨져 있다.
- Christianity in the People's Republic of China (John Knox Press, 1983)
- Mission to Korea (and Korean Translation, Presbyterian Church of Korea, 1984)
- Presbyterians in World Mission (CTS Press, 1995)
- Earthen Vessels and Transcendent Power: American Presbyterians in China, 1837-1952 (Orbis Books, 1997)
- Face to Face: Meditations on the Life Everlasting (Geneva Press, 2001)
- How Koreans are Reconverting the West (Xlibris Corporation, 2008 and Korean Translation, 2009)

또한 중국과 한국을 사랑하며 그의 일생을 통하여 모은 귀한 선교자료들이 콜럼비아신학 대학원 도서관 특별 자료실에 기증되어 보관되어 있다. 그가 콜럼비아 신학대학원에 부임하며 이렇게 말한 기록이 있다.
내 평생을 통하여 일하고 체험한 세계 기독교는 나의 고향인 장로교회의 삶에 많은 공헌을 하고 있습니다. 우리는 모든 만민을 향한 예수 그리스도의 사랑을 그분의 화해와 구원을 필요로 하는 모든 백성들에게 부끄러워하지 말고 자연스럽게 이야기 하도록 우리의 모든 재능과 뜻을 아끼지 않아야 할 줄 믿습니다.

## 가족
가족으로는 같이 평생을 선교에 헌신한 그의 부인 마르디아 브라운(Mardia Brown) 과 다섯 자녀가 있다.

## 참고
- 인터넷 아카이브, "KOREA FOR CHRIST" https://archive.org/details/koreaforchrist00davi
- 콜롬비아 신학대학원 G. THOMPSON "TOMMY" BROWN (1921-2014) https://web.archive.org/web/20140222070222/http://www.ctsnet.edu/news-release?id=716
- 콜롬비아 신학대학원 한미목회연구소 https://web.archive.org/web/20140315074919/http://webkam.org/2014/01/22/%ed%95%9c%ea%b5%ad%ec%84%a0%ea%b5%90%ec%82%ac%ec%9d%b8-%eb%b6%80%eb%aa%85%ea%b4%91-george-thompson-brown-1921-2014-%ec%bd%9c%eb%9f%bc%eb%b9%84%ec%95%84-%ec%84%a0%ea%b5%90%ed%95%99%ea%b5%90%ec%88%98/
- The Atlanta Journal-Constitution, The Rev. George Thompson ‘Tommy’ Brown, 92, longtime missionary in China and Korea (1921-2014) http://www.myajc.com/news/news/the-rev-george-thompson-tommy-brown-92-longtime-mi/nc25x/
- AJC.COM,George Brown http://www.legacy.com/obituaries/atlanta/obituary.aspx?n=george-brown&pid=169251436&fhid=5281
- 호남신학대학교 http://www2.htus.ac.kr/board/board.php?b_id=012&sc_key=w_subject&sc_word=%BA%CE%B8%ED%B1%A4&page=1&w_id=39&m=
- 국민일보 https://web.archive.org/web/20140313231915/http://missionlife.kukinews.com/article/view.asp?page=1&gCode=0000&sCode=0000&arcid=0007967580&code=23111111